# El crucero Baleares
El crucero Baleares es una película española de temática bélica dirigida por Enrique del Campo y protagonizada en los papeles principales por Roberto Rey, Marta Roel y Tony D'Algy.
Está basada en el hundimiento en 1938 del crucero Baleares, buque insignia de la armada franquista, por la acción militar de la armada republicana.
La película fue exhibida en pase privado ante altos mandos militares en la sede del Ministerio de Marina el 10 de abril de 1941. Pese a su marcado carácter propagandístico fue prohibida sin dar ninguna explicación oficial, solo se la calificó de "contraria a los intereses nacionales". El Estado Mayor ordenó su destrucción y no llegó a estrenarse comercialmente, pese a haber sido anunciado su estreno para el 12 de abril de 1941 en el cine Avenida de Madrid. Actualmente no existe ninguna copia del film y solo se conservan algunos fotogramas y fotografías de la promoción.

## Sinopsis
En la madrugada del 6 de marzo de 1938, la flota republicana, bajo el mando del almirante Luis González de Ubieta logra, en aguas del Cabo de Palos, torpedear al crucero Baleares, que escoltaba un convoy italiano con destino a Palma de Mallorca. El buque fue hundido, falleciendo casi 800 víctimas -incluido el almirante Manuel Vierna Belando, comandante de la flota- y sobreviviendo 435 tripulantes gracias a la acción de tres destructores británicos.

## Reparto
- Roberto Rey como Luis Alarcón
- Marta Ruel como Elena
- Tony D'Algy como Fernando
- Manolo Morán como Zafarrancho
- Pablo Álvarez Rubio como Comandante de estado mayor
- Manuel Kayser como	Vicealmirante
- Juan Espantaleón como Jefe del Estado Mayor
- Julia Pachelo como	Ermelinda
- Fernando Galiana como El peque
- Joaquín Bergía como El rubio
- Antonio Riquelme como El político
- Manuel Miranda como El responsable